# Sunizona (Arizona)
Sunizona es un lugar designado por el censo ubicado en el condado de Cochise en el estado estadounidense de Arizona. En el Censo de 2010 tenía una población de 281 habitantes y una densidad poblacional de 12,79 personas por km².

## Geografía
Sunizona se encuentra ubicado en las coordenadas 31°53′3″N 109°37′58″O / 31.88417, -109.63278. Según la Oficina del Censo de los Estados Unidos, Sunizona tiene una superficie total de 21.97 km², de la cual 21.97 km² corresponden a tierra firme y (0%) 0 km² es agua.

## Demografía
Según el censo de 2010, había 281 personas residiendo en Sunizona. La densidad de población era de 12,79 hab./km². De los 281 habitantes, Sunizona estaba compuesto por el 86.83% blancos, el 0.71% eran afroamericanos, el 4.27% eran amerindios, el 1.07% eran asiáticos, el 0% eran isleños del Pacífico, el 4.27% eran de otras razas y el 2.85% pertenecían a dos o más razas. Del total de la población el 14.95% eran hispanos o latinos de cualquier raza.